# Giuliano Frullani
Giuliano Frullani (Livorno, 23 febbraio 1795 – Firenze, 25 maggio 1834) è stato un matematico e ingegnere italiano.
Professore all'Università di Pisa e alto funzionario nel campo tecnico, si interessò alla teoria del calcolo integrale e allo sviluppo di funzioni trigonometriche in serie e integrali.  Da lui prende il nome l'integrale di Frullani.  È rilevante il significativo contributo fornito intorno al 1830 della diffusione in Italia delle idee della moderna analisi del calcolo, proposte intorno allo stesso periodo dal matematico Augustin-Louis Cauchy, con il quale, oltre alla conoscenza delle sue opere a stampa, ebbe probabilmente contatti tramite l'allievo e amico Guglielmo Libri. Mantenne anche una controversa corrispondenza con Paolo Ruffini sull'uso delle serie infinite. Il Journal of Indian Mathematical Society ha inoltre pubblicato una serie di teoremi sul calcolo di integrali definiti, in cui Srinivasa Ramanujan ha generalizzato un metodo dovuto a Frullani.

## Biografia
Giuliano Frullani nacque a Livorno il 23 febbraio 1795. Suo padre Leonardo di Domenico Frullani (1756-1824), importante politico ed economista italiano, nel 1792 sposò Maddalena di Luca di Ignazio Ombrosi, della nota famiglia di giuristi.
Cominciò ad apprendere la grammatica nel dicembre 1802, a 8 anni, e fin da subito dimostrò una straordinaria alacrità d'ingegno. Frullani iniziò poi gli studi letterari presso l'Università di Pisa, all'epoca sotto l'impero francese, ma passò presto alla matematica sotto la direzione di Pietro Paoli, un eminente accademico dell'epoca, professore di “Matematiche Sublimi”; con egli conseguì nel 1811 il baccellierato alla Facoltà di Scienze. Ammesso nel 1813 alla Classe di Scienze della Scuola Normale, vi venne eletto ripetitore ad appena 17 anni, poi all'età di 19 anni entrò a coprire la cattedra di Matematiche Sublimi ed ebbe a sua volta come allievo l'amico Guglielmo Libri (1803-1869).
Nel 1820, però, lasciò l'insegnamento universitario iniziato a Pisa perché chiamato a Firenze come direttore degli Uffici del catasto, ponti e strade, prendendo il posto dello stesso Paoli, dove ebbe numerosi incarichi che rispondevano alla sua predilezione per gli aspetti applicativi della matematica. Continuò comunque per molto tempo a coltivare la passione letteraria nella vita privata.
Nel 1825 entrò a far parte dell'istituendo Consiglio direttivo del Corpo degli Ingegneri insieme a Gaetano Giorgini.
La sua attività scientifica fu costantemente condizionata dalle precarie condizioni di salute, che gli imposero anche frequenti soggiorni in località termali lontane dai centri della ricerca. Con le sue condizioni di salute sempre peggiori dopo la morte del padre, si ammalò probabilmente di emottisi la sera del 22 marzo 1834 e morì alle quattro del pomeriggio del 25 maggio 1834.